# Fiat 508 Balilla
Pour les articles homonymes, voir Balilla.
La Fiat 508 Balilla est une automobile construite par le constructeur italien Fiat au cours des années 1930 qui contribua fortement à la motorisation des classes moyennes du pays.
La Fiat Balilla a représenté, aux yeux des italiens de cette époque, un « objet de désir ». Son succès est à attribuer à une décision très courageuse du constructeur italien de lancer cette voiture en une période peu faste et surtout à la qualité du travail de ses concepteurs, qui réalisèrent une automobile moyenne avec des prestations de classe supérieure et dont le coût d'utilisation était très modique.

## Historique
Le projet est l'œuvre de différentes figures illustres de ces années comme les ingénieurs : Nebbia, Fessia, Giacosa et Zerbi qui créèrent une voiture de classe mais avec des coûts raisonnables. Le nouveau modèle sera présenté à la Foire de Milan le 12 avril 1932 au cours du Salon de l'automobile.
La Fiat 508 Balilla, dans sa première version, se caractérisait par une boîte de vitesses à trois rapports. Elle était équipée d'un moteur essence Fiat type 108 monté à l'avant, un quatre-cylindres en ligne de 995 cm3 développant 20 ch à 3 500 tr/min, équipée de freins à tambour sur les quatre roues, elle dépassait 80 km/h en vitesse maximale.
Cette première version fut remplacée deux ans plus tard par la Fiat 508 Balilla seconde série, disposant d'une boîte à quatre vitesses et d'une nouvelle carrosserie plus aérodynamique à deux ou quatre portes.
La production entre 1932 et 1937 atteint 170 176 exemplaires, un véritable exploit à cette époque.

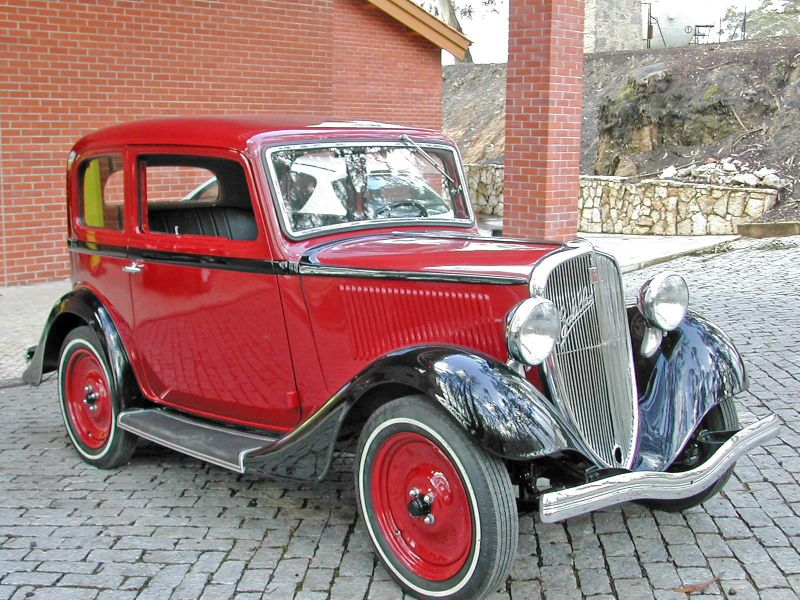
Fiat 508 Balilla 2e série.

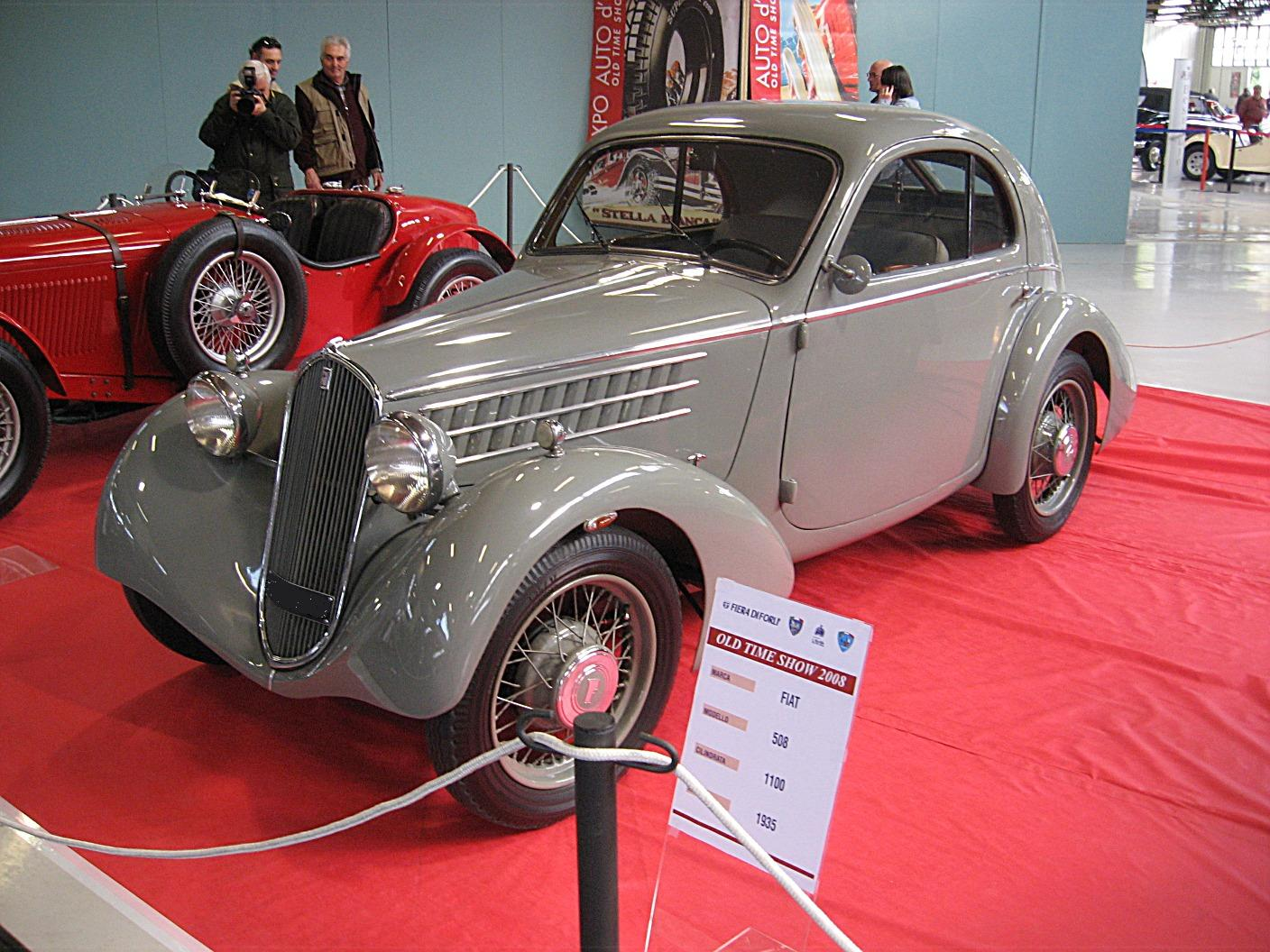
Fiat 508 Balilla Coupé.

### L'origine du surnom «Balilla»
Beaucoup croient que ce surnom lui a été attribué à cause du fascisme en Italie. Ce n'est pas exact, le terme « Balilla » ne trouve pas son origine durant l'époque fasciste mais, au contraire, a été réutilisé durant cette période. En réalité « Balilla » était le surnom de Giovan Battista Perasso qui, en 1746 à Gènes, lança un caillou contre un officier autrichien pour se rebeller contre l'invasion autrichienne de la région.
La Fiat 508 n'a pas été le premier produit à porter ce surnom. Précédemment on compte l'avion Ansaldo A.1, un tracteur agricole Motomeccanica ainsi qu'une série de sous-marins de la marine du Roi d'Italie.

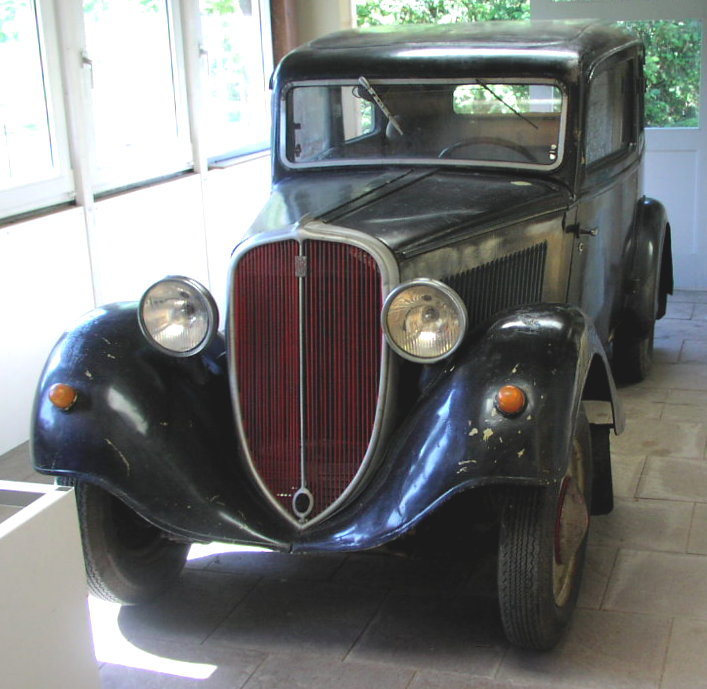
Fiat NSU 1000 Balilla.

### La voiture de Gaston
La Fiat 508 (version 1) a servi de modèle au dessinateur Franquin pour la voiture de son héros Gaston Lagaffe, dans une version imaginaire jaune à damiers noirs et blancs, voiture décrite comme un véritable tacot crachant et toujours en panne... Une polémique existe cependant, d'autres préférant voir dans la Fiat 509 l'inspiration de Franquin, les deux modèles étant il est vrai très proches.

### Prix de vente
Grâce à sa fabrication en grande série, le prix de vente de la voiture était très compétitif, seulement 10 800 lires (mais qui équivalaient à un an de salaire de l'ouvrier Fiat), contre les 18 500 lires de l'époque, pour la Fiat 509 qu'elle remplaçait. Le nombre d'exemplaires produits chaque jour par Fiat à Turin dans la nouvelle usine du Lingotto, sans compter les fabrications à l'étranger, était supérieur à la production des modèles étrangers concurrents par semaine.

## Les deux séries
La Balilla fut produite de 1932 à 1937 en deux séries : 
- La première disposait d'une carrosserie traditionnelle, dans la lignée de la Fiat 509 qu'elle remplaçait. Elle disposait d'une boîte de vitesses à trois rapports, ce qui fut son appellation distinctive avec la seconde série.
- La seconde série disposait d'une carrosserie plus aérodynamique et d'une boîte de vitesses à quatre rapports.

Les deux séries ont donné une large gamme qui comprenait les versions : berline, spider, torpédo, militaire coloniale, sport spider et berlinette Mille Miglia. De très nombreux carrossiers, comme c'était la grande mode à l'époque, habillèrent les châssis nus produits par l'usine à leur intention. On peut citer les principaux Garavini, Savio, Balbo, Bertone, Casaro et Ghia.

## Les différentes déclinaisons
- Berline : ce fut le premier modèle de la gamme, présenté en 1932. Il disposait de 2 portes, offrait 4 grandes places et avait une boîte de vitesses à 3 rapports avant et marche arrière. Les sièges avant étaient coulissants et basculants pour permettre l'accès aux places arrière. Les portières disposaient de vitres entièrement descendantes commandées par manivelle. Le parebrise en verre sécurisé était ouvrable et comportait des essuie glaces électriques. L'intérieur était revêtu en tissu et le sol recouvert d'un tapis de caoutchouc. Côté accessoires de série on note le rétroviseur pour le conducteur, l'éclairage de l'habitacle commandé avec l'ouverture des portières, le coffre accessible de l'extérieur et la roue de secours fixée sur le flanc gauche. Une version Luxe proposait un revêtement intérieur de haute qualité ou en cuir, les parechocs les phares les marches et calandre chromées. En 1934, Fiat lance la seconde génération avec une carrosserie plus aérodynamique et comportant une boîte de vitesses à 4 rapports avant, répondant aux habitudes des automobilistes italiens. Le modèle était aussi disponible en version 4 portes. En juin de la même année, Fiat apporte quelques retouches à la version 4 portes portant sur la face avant et l'inclinaison du parebrise. Ce modèle restera le seul en production jusqu'en 1937, en version base et Luxe.

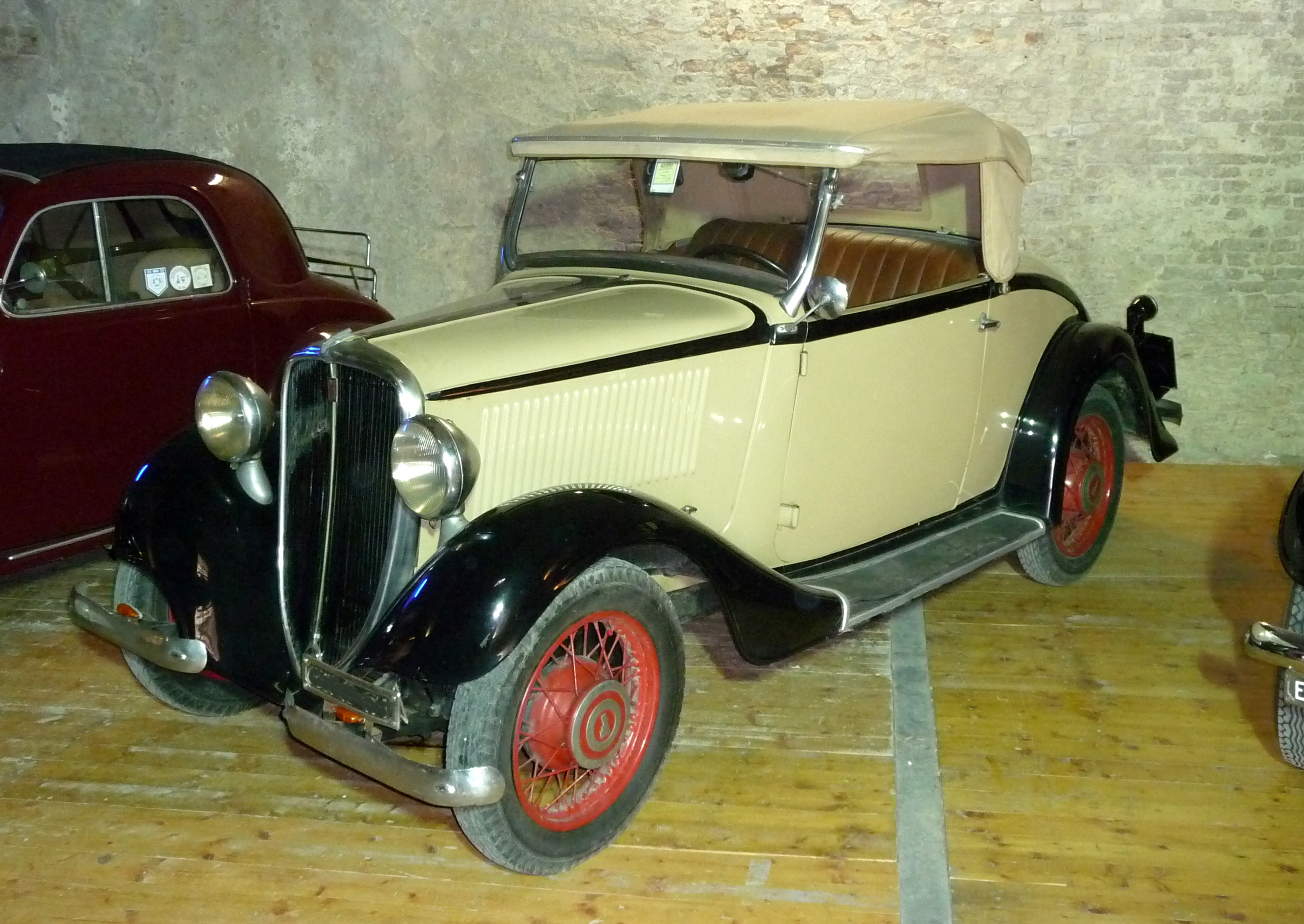
Fiat 508B Spider.

- Spider : version à deux places. Comme la berline, elle disposait d'une boîte de vitesses à 3 rapports avant et marche arrière. Les sièges étaient entièrement revêtus en cuir. Le parebrise était entièrement rabattable vers l'avant et la capote repliable pouvait être rangée dans un sac fermé. Il existait une version de base et une version Luxe. Comme la berline, à partir de 1934, la boîte de vitesses passa à 4 rapports avant, mais contrairement à la berline, la version spider ne connaitra aucune retouche esthétique.

- Torpédo : produite à partir de 1933, cette version comportait 4 places et 4 portes, une boîte de vitesses à 3 rapports avant et marche arrière. Elle n'était disponible qu'en finition Luxe. Les revêtements intérieurs étaient en cuir, les montants du parebrise chômés, la capote en toile avec des arceaux en métal chômé. À partir de 1934, elle bénéficiera de la boîte de vitesses à 4 rapports avant. Elle ne bénéficiera d'aucune retouche esthétique de carrosserie.

- Torpédo Coloniale : cette version spécifique destinée aux colonies italiennes d'Afrique reprenait la version Torpédo de base mais disposait de pneumatiques adaptés. S'agissant surtout d'une utilisation militaire, elle était disponible en une seule teinte de carrosserie, jaune sable.

- Spider Sport : spider avec 2 sièges décalés, boîte de vitesses à 3 rapports avant et marche arrière, disposait d'une carrosserie abaissée et d'une partie arrière en forme de queue d'insecte. Cette version a été conçue en 1933 par la Carrozzeria Ghia. Grâce à un carburateur spécifique et à l'augmentation du taux de compression du moteur porté à 7:1 la puissance passait à 30 ch à 4 000 tr/min avec un rapport de pont de 10/43. Sa vitesse maximale dépassait les 110 km/h. Cette version a également été produite par Fiat-NSU dans son usine de Neckarsulm en Allemagne, sous le nom Simca-Fiat 6 CV par SAFAF la filiale de Fiat en France et sous licence par Walter à Prague. La Fiat 508S, conçue par Mario Revelli de Beaumont et connue sous le nom « Coppa d'Oro », est la plus recherchée par les collectionneurs. Depuis 1934, elle bénéficie de la boîte de vitesses à 4 rapports avant, d'une distribution à soupapes en tête et d'autres modifications de détail qui ont porté la puissance maximale à 36 ch. Elle était également disponible en version Corsa.

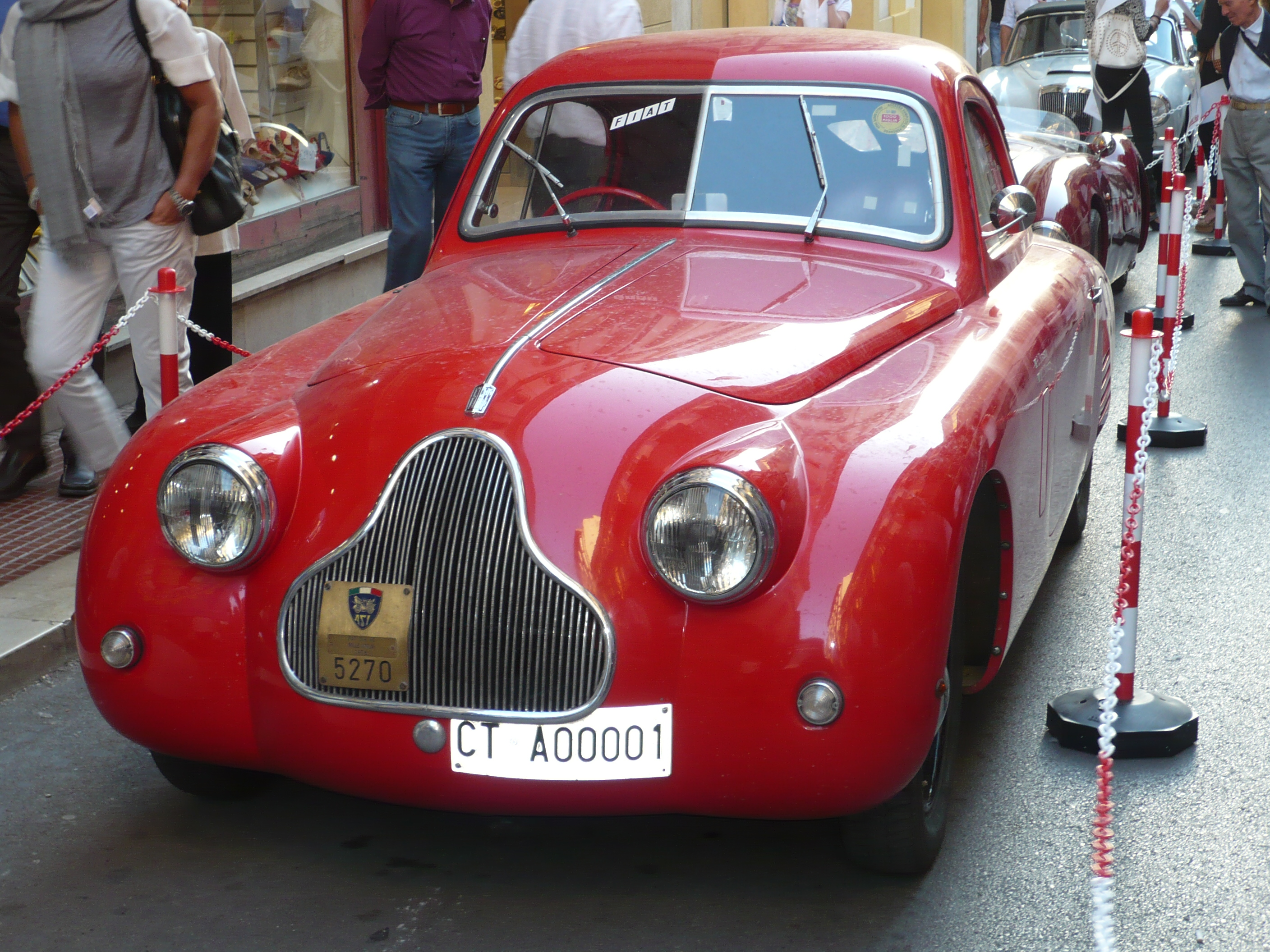
Vue avant de la Fiat 508 CS MM.

- Coupé (Berlinette Mille Miglia) : lancée en 1935, la mécanique est identique à celle de la version Spider Sport de 1934 avec son moteur Fiat 108CS. La  carrosserie est une berlinette biplace très aérodynamique, étudiée spécialement pour la compétition comme la Mille Miglia.
- Berline 4 portes : lancée en 1934, Fiat lui a greffé le moteur 108CS. À cette occasion, toute la gamme des 508 Balilla a été revue.
- Balilla Van : utilitaire de grand succès, basé sur les versions 508A et 508B. Ce véhicule très recherché était proposé en version Camioncino avec un plateau en bois offrant 350 kg de charge utile ou en version Furgoncino, fourgonnette tôlée.
- Fiat 508 Militaire : version militaire dérivée des 508A et 508B, elle était déclinée en version Spider, Torpedo et Camioncino pour le Regio Esercito[1].
- Fiat 508 CM : version militaire dérivée de la 508C, produite également en variantes Coloniale et Berlina FO.

### La version militaire 508 M

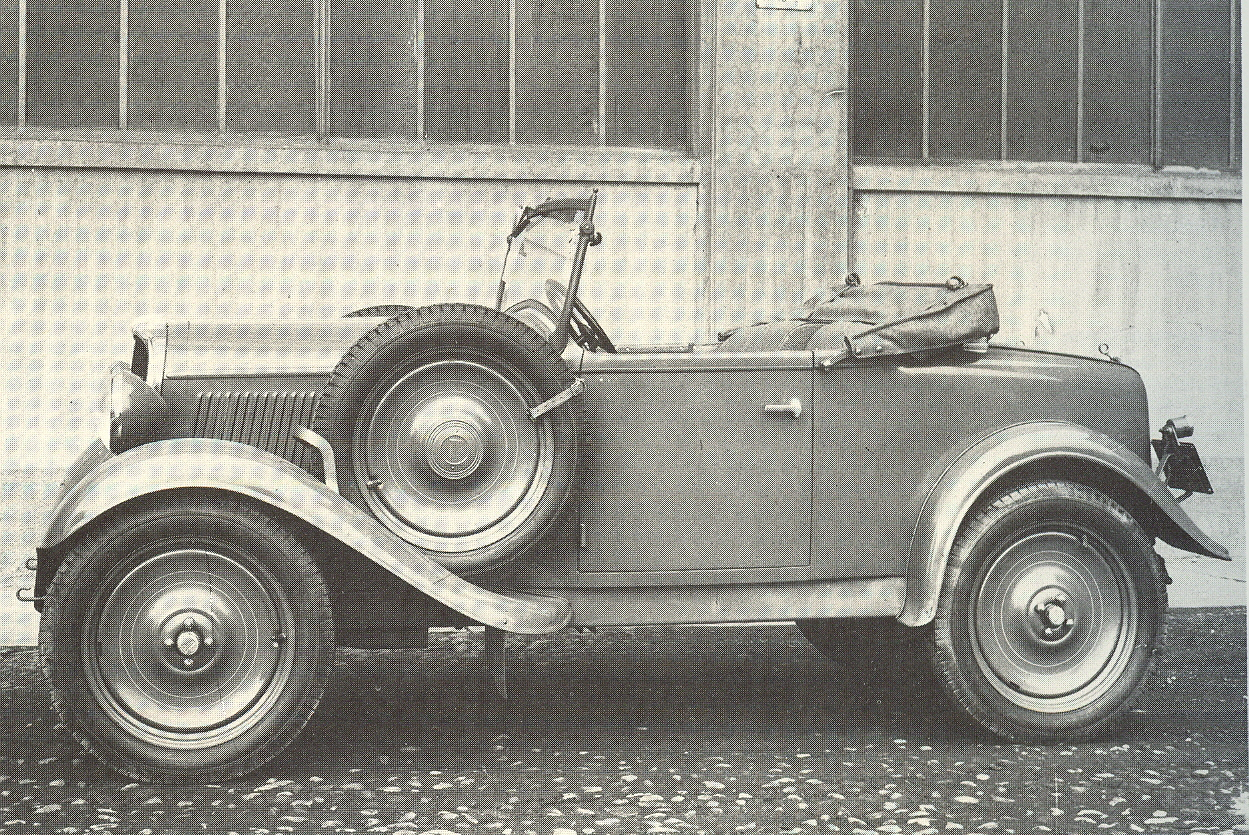
La version militaire spider Fiat 508 M.

Au début de l'année 1931, le Regio Esercito (armée du roi d'Italie) lance un appel d'offres auprès des différents constructeurs automobiles italiens pour la conception d'une voiture militaire aux caractéristiques et prestations répondant à son cahier des charges. Fiat répond en proposant une version militarisée de la Balilla Spider, dénommée « Fiat 508 M ». Elle pouvait accueillir trois personnes grâce au siège aménagé dans le coffre, dans le sens contraire de la marche.

## La Fiat 508 Balilla à l'étranger
Au vu de la très forte demande, la Fiat 508 Balilla fut également fabriquée sous licence à l'étranger :
- en Pologne sous le nom de Fiat Polski 508 Junak sous trois séries. La fabrication a été interrompue en septembre 1939 par l'invasion nazie. Pas d'informations sur le nombre exact de voitures fabriquées mais il semble que ce soit de l'ordre de plusieurs milliers, entre 6 et 10 000 exemplaires.
- en Allemagne sous les noms de FIAT NSU 1000 entre 1934 et 1938 à environ 6 000 exemplaires et FIAT NSU 1100 entre 1938 et 1941 à environ 5 000 exemplaires,
- en France par SAFAF sous licence Fiat sous le label de Simca-Fiat 6 CV FIII puissance fiscale 6 CV. Les archives confirment une production globale entre le 18 septembre 1932 et 1937 de 26 472 exemplaires.
- en Espagne par Fiat Hispania dans son usine de Madrid. Le nombre n'est pas connu.
- en (ex) Tchécoslovaquie par Walter à Prague.

La Fiat 508 sera remplacée par la Fiat 1100 présentée en 1939 avec le code projet Fiat 508C.

## Caractéristiques techniques

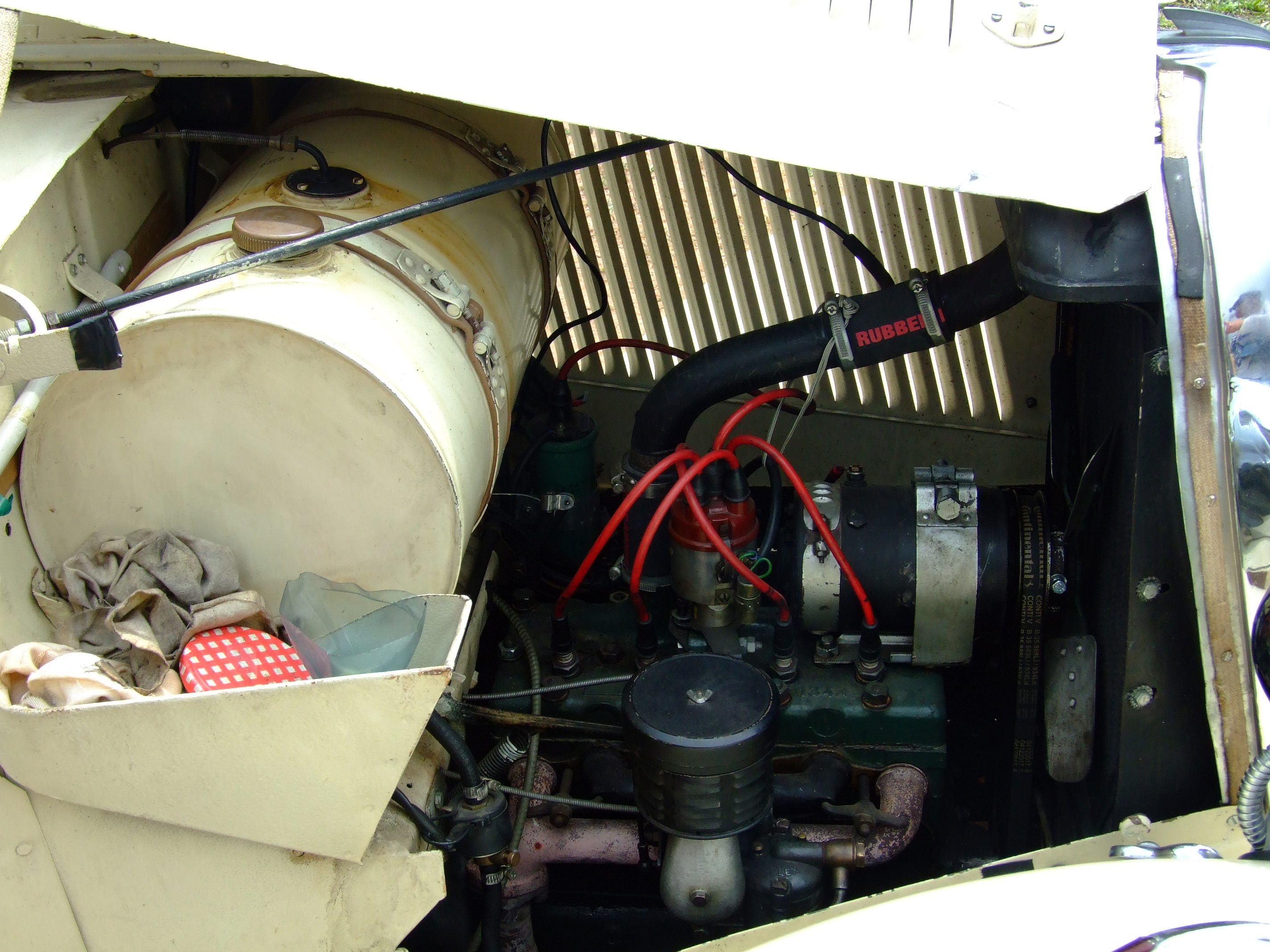
Moteur de la version Spider.

- Moteur : Fiat 108 - 4 cylindres en ligne de 995 cm3
- Rapport de compression : 5,8:1
- Puissance : 20 ch à 3 400 tr/min
- Distribution : soupapes latérales
- Alimentation : un carburateur mono-corps Weber
- Transmission : propulsion, boîte à 3 rapports (1re version), 4 rapports (2e version)
- Carrosserie : acier, 2 portes (1re version), 2 et 4 portes (éde version) - 4 places
- Suspensions : avant et arrière essieu rigide, lames semi elliptiques
- Freins : hydrauliques sur les quatre roues
- pneumatiques : 4,00 x 17
- Réservoir : 26 litres
- Vitesse maxi : 80 km/h

## Production globale
- En Italie :
  - 1re série à 3 vitesses : 41 395 exemplaires,
  - 2e série à 4 vitesses : 71 700 exemplaires,
  - 508C 1100 : 57 000 exemplaires,
  - 1100 de 1939 : 74 000 exemplaires,
  - 1100S : 401 exemplaires,
  - 1100 B/BL : 25 000 exemplaires,
  - 1100 E/EL/ELS : 58 000 exemplaires.
- à l'étranger :
  - en France Fiat Simca 6 cv : 26 472 exemplaires,
  - en Pologne Fiat Polski 508 I/II/III :  production exacte inconnue, entre 6 et 10 000 exemplaires. Le site polonais mentionne : 3 500 voitures de tourisme 508 III Junak, 1 000 châssis et 2 500 versions dérivées, notamment militaires[2].
  - en Allemagne Fiat-NSU, environ 11 000 exemplaires, chiffre exact non connu.
  - en Espagne Fiat Hispania : chiffre inconnu.

## Culture populaire, chanson
A l'instar de quelques autres voitures emblématiques de leur époque et de leur pays d'origine  (la Dodge Charger General Lee immortalisée par Johnny Cash ou la Renault 8 Gordini célébrée par Renaud Séchan dans la tire à Dédé) la Fiat Balilla a été mise en chanson dans une ballade populaire et burlesque dont il existe d'innombrables versions et variations issues des diverses régions de l'Italie. Une des plus connues est en dialecte lombard (la région d'implantation des usines Fiat historiques comme le Lingotto) interprétée par le « Brassens italien » Nanni Svampa mais il en existe une version sicilienne, une version napolitaine, etc.
Cette multitude de variantes est représentative de l'immense succès  de ce modèle destiné à motoriser les classes moyennes et populaires. 
Les paroles de la chanson, burlesques et surréalistes à la fois,  reprennent cependant, à travers les multiples versions, une thématique commune : Un modeste marchand forain de savon et de lessive décide de casser sa tirelire  pour s'offrir l'objet de ses rêves , une belle fiat balilla...ce faisant , il déclenche la jalousie de tout son entourage , ses frères, sœurs , cousins , cousines , voisins et voisines mangent littéralement, au fil des couplets, telle ou telle pièce de la voiture. Le frère diabétique mange la magnéto, la tante dévore la plaque d'immatriculation, l'oncle se saoule en buvant l'essence, la sœur ainée croque une bielle et un piston en guise d'antipasti, et un sergent de carabiniers s'attaque à la carrosserie. Le temps d'aller porter plainte à la Questura, il ne reste plus à l'infortuné automobiliste que... la fumée du tuyau d'échappement !
Dans le domaine des bandes dessinées, la voiture est présente dans l'épisode Libellule s'évade des aventures de Gil Jourdan.